# Camilo Bonilla
Camilo Bonilla Paz (né le 30 novembre 1971 à San Pedro Sula au Honduras) est un joueur de football international hondurien, qui évoluait au poste de défenseur.

## Biographie

### Carrière en sélection
Avec l'équipe du Honduras, il joue 18 matchs (pour aucun but inscrit) entre 1991 et 1998. 
Il figure notamment dans le groupe des sélectionnés lors des Gold Cup de 1991, de 1996 et de 1998.

## Palmarès

### Palmarès en club
Honduras
- Gold Cup :
  - Finaliste : 1991.

### Palmarès en sélection
| Real España - Championnat du Honduras (2) : - Champion : 1990 et 1993-94. |  | CSD Municipal - Championnat du Guatemala (1) : - Champion : 2000 (Clôture). |